# Villa Amancay
Villa Amancay é uma comuna da província de Córdoba, na Argentina.